# Законы против содомии
Законы против содомии — общее название законов, направленных на уголовное преследование сексуальных контактов, считающихся в тех или иных обществах и правовых системах «противоестественными» (лат. peccatum contra naturam).
Понятие «содомии» в различных правовых системах трактуется по-разному широко и используется для обозначения всевозможных форм сексуального поведения, оцениваемого в конкретном обществе как девиантного. Конкретные определения половых актов, обозначенные термином «содомия», редко были прописаны в законах, но, как правило, историческая судебная практика понимает под этим термином любой половой акт, считавшийся «противоестественным».

## Трактовка терминов
В различных толкованиях под содомией могли пониматься всевозможные проявления сексуальности, не связанные с возможностью зачатия новой жизни: гомосексуальные контакты, различные отличные от вагинального полового акта гетеросексуальные практики (например, оральные и анальные контакты), сексуальные контакты с животными, мастурбация и другие.
В некоторых юридических системах под содомией понимались вообще любые «неестественные» сексуальные контакты или парафилии, промискуитет и кровосмешение. На практике же законы против содомии редко применялись против гетеросексуальных отношений, но чаще — против гомосексуальных.

## Ответственность за содомию в истории европейского права

### Античный период
Старые римские законы наказывали однополые отношения лишь в тех случаях, когда они наносили вред статусу гражданина. Изменения происходят примерно с III века, когда в законодательство входят правовые нормы, наказывающие за развращение мальчиков.
Ещё раннехристианские апологеты интерпретировали языческих римских богов как демонов, поощряющих людей к грехам, в частности к педерастии. Однако историческое значение в привнесении религиозных норм в светские правовые кодексы принадлежит христианским императорам позднего античного периода. Римский император Константин и его преемник Констант в 342 году обнародовали закон (Кодекс Феодосия, IX 7,3), согласно которому мужчины, выполняющие женскую роль и отдающиеся другим мужчинами, должны были быть преданы мечу. Император Валентиниан II в 390 году ввёл закон, согласно которому мужчины, исполняющие женскую роль в сексуальных контактах, должны были быть сожжены перед глазами общественности (Кодекс Феодосия, IX 7,6), положив начало стандарту, существовавшему в Средние века и раннее Новое время.
Император Юстиниан I в 538 и 544 годах ввёл два закона, касающихся однополых сексуальных контактов между мужчинами (Corpus iuris civilis, новеллы 141 и 77). Большая часть текстов законов содержала отсылки к 19-й главе книги Бытия, содержащей описание гибели Содома и Гоморры, и называла сексуальные контакты между мужчинами причинами гнева Божьего, который может привести к голоду, землетрясениям и чуме.

### Раннее Средневековье
Первые упоминания о «содомитах» находятся с середины VI веке в «книгах покаяния» — специальных книгах, содержащих перечень грехов и стоимость их отпущения во время исповедей. Первое упоминание «содомии» как деяния находится, однако, лишь в начале VI века. В ранней средневековой теологии под понятие содомии попадали любые формы «нелегитимного» сексуального поведения, в том числе и гетеросексуальные анальные половые контакты и сексуальные отношения между христианином и еврейкой.
При этом обычно различали «собственно содомию», под которой понималось совокупление с проникновением, и «прочую содомию». Вопрос о том, относить ли сексуальные контакты между женщинами к «настоящей» или к «ненастоящей» содомии, порождал много споров среди богословов, так как, на их взгляд, между женщинами невозможно «настоящее проникновение».
С окончанием античного периода отношение к однополым сексуальным контактам несколько изменилось. С закатом римской античной цивилизации на смену представлениям о «этической чистоте» в раннем Средневековье пришли представления о «культовой чистоте» (контакт с физическими нечистотами). Ветхозаветные представления о святости и чистоте стали снова пониматься буквально. Тексты 15-й главы Деяний святых апостолов были распространены и на однополые контакты, которые не соотносились с понятиями «чистоты» ввиду анальных контактов.
С VI века однополые сексуальные контакты начинают классифицироваться не только как «нечистые», но и как «противоестественные» и «нерациональные», то есть противоречащие природе и здравому смыслу (логосу). Также начинает употребляться понятие «содомского греха».

### Высокое и позднее Средневековье
В XII—XIII веках средневековые теологии построили целую иерархию сексуальных грехов, объединённых под общим термином luxuria (блуд, похоть), разделив их на «естественные» и «противоестественные». К «естественному» разврату были отнесены действия между мужчиной и женщиной, которые связаны с возможностью зачатия потомства — супружеская измена, прелюбодеяние, изнасилование, лишение девственности и инцест. К «противоестественному» разврату были отнесены действия, при которых мужское семя попадает в непредназначенное для этого место. Подобные грехи разделялись на четыре группы: мастурбация; гетеросексуальные практики, при которых невозможно зачатие (например, анальный секс); содомия и скотоложество. В XIII веке содомия превратилась не только в воплощение luxuria — одного из главных грехов человечества, но и в экстремальный случай всех грехов и преступлений вообще.
Крупнейшие доминиканские теологи XIII века Фома Аквинский и Альберт Великий также пропагандировали понимание содомии именно в смысле однополого сексуального контакта. Альберт определял содомию как «противоестественный» коитус с лицом того же пола (лат. coitus cum simili sexu) и не включал в понятие содомии самоудовлетворение, анальный секс с женщиной или с животным. Даже инцестуальные гетеросексуальные контакты, по мнению доминиканских теологов, не являлись таким серьёзным грехом, как «противоестественный грех».
Таким образом, в высокое Средневековье под содомией стали, в первую очередь, пониматься гомосексуальные контакты между мужчинами. В то же время гетеросексуальные анальные контакты перешли из разряда содомии в разновидности греховного контакта между мужчиной и женщиной, связанные с использованием «неправильного сосуда» для семени. А понятие содомии было дополнено направлением сексуального действия на собственный пол, основываясь на Посланиях к Римлянам апостола Павла (Рим. 1:26-27).
Термин «содомия» в период с VI по XIII века взамен нечёткому определению приобрёл чёткое понимание в виде однополого сексуального контакта — анального сношения между мужчинами и пенетрация с использованием искусственного фаллоса между женщинами. Хотя вопрос о том, является ли сексуальный контакт между женщинами содомией, оставался спорным вплоть до XVII—XVIII веков. Несмотря на это, продолжали оставаться ригористы, рассматривающие в качестве содомии все «неестественные» половые акты..
С XIII века содомия была введена в европейское светское право и ассоциировалась с ересью и государственной изменой. Ко второй половине XIII века (начало позднего Средневековья) в большинстве европейских государств содомия превратилась в преступление, наказываемое смертной казнью. В частности, известен случай в XIII веке, когда в Париже мужчина был осуждён за содомию по причине его связи с еврейкой, так как, по мнению суда, совокупление с еврейкой — то же самое, что совокупление с собакой.
С этого же времени начинается также табуирование содомии и появляется практика использования различных терминов вроде «неназываемого греха». Вплоть до XVI века обвинения в содомии почти всегда сопровождались обвинениями в ереси, и наоборот.

## Средневековое законодательство конкретных государств

### Англия
С XIII века аналогичные законы существовали также в Англии и во Фландрии, где содомия считалась «преступлением против божественного величия» и наказывалась смертью.
В Англии сожжение содомитов ввёл Эдуард I (по исторической иронии, отец одного из самых известных монархов-гомосексуалов — Эдуарда II). Обвинение в противоестественном разврате чаще применялось как дополнение к обвинению, чтобы подчеркнуть справедливость кары. С 1317 по 1789 г. прошло 73 процесса. Эта цифра значительно уступает числу казненных еретиков, ведьм.
В 1533 году в Англии был принят Buggery Act 1533, предусматривающий наказание в виде смертной казни за содомию, включая однополые сексуальные контакты, анальный секс и зоофилию. Виновные в преступлении подвергались казни через повешение. В случае доказанной попытки совершения указанных деяний обвиняемые наказывались тюремным заключением.

### Германские государства
Наказания за содомию обнаруживаются в уголовных кодексах германских государств со второй половины XIII века. Например, введённое в 1221—1225 годах Саксонское зерцало ещё не содержало законов против содомии, однако введённое в 1275 году Швабское зерцало уже предусматривало серьёзные наказания для содомитов. Между тем, наказание за содомию в уголовных кодексах немецких городов и государств встречается редко вплоть до введения Бамбергского уложения (1507), баварского кодекса (1508) и Constitutio Criminalis Carolina (1532) — уголовного кодекса императора Священной Римской империи германской нации Карла V, предусматривающие смертную казнь за скотоложество и сексуальные контакты между мужчинами.
В XVI—XVII веках произошло разделение между двумя видами «противоестественного разврата». Скотоложество по-прежнему считалось тягчайшим преступлением, которое наказывалось сожжением заживо. А однополые сексуальные контакты стали считаться менее серьёзным преступлением, за которое, несмотря на другое предписание в законе, contra legem полагалась казнь мечом.
В Германии Constitutio Criminalis Carolina формально была выведена из действия лишь в 1871 году с вступлением в силу Уголовного кодекса Германской империи. Однако, в связи с введением местных уголовных кодексов в различных немецких государствах, предписания «Каролины» теряли силу на их территориях. Впоследствии преследование «противоестественного разврата» нашло своё отражение в параграфе 175 Уголовного кодекса Германской империи, который в той или иной формулировке просуществовал вплоть до 1994 года.

## Современность
В уголовных системах некоторых стран и сегодня обнаруживаются законы, предписывающие уголовную ответственность за те или иные сексуальные контакты, считающиеся в этих правовых системах «противоестественными» и поэтому преступными. В частности, это касается гомосексуальных контактов.

### Уголовное преследование гомосексуальных контактов сегодня
В Новое время во многих странах (в том числе в Российской Империи) «мужеложство», «непристойное поведение» квалифицировались как уголовное преступление. В Российской Империи Петр I ввел уголовное наказание за мужеложство, следуя примеру западноевропейских государств. Начавшийся в конце XVIII века — начале XX века в странах Европы усилился процесс декриминализации гомосексуальности (в том числе мужской), завершившийся исключением соответствующих статей из уголовных кодексов всех европейских стран, стран Северной и Южной (кроме Гайаны) Америки, Австралии и ряда стран Африки и Азии. В 2008 году была принята Декларация ООН о сексуальной ориентации и гендерной принадлежности.
В настоящее время в большинстве стран мужеложство и гомосексуальные взаимоотношения вообще сами по себе не рассматриваются как самостоятельный состав преступления, но в ряде стран существуют отличия в возрасте согласия для гетеросексуальных и гомосексуальных отношений. В ряде стран гомосексуальное половое насилие рассматривается в отдельных статьях и для его обозначения используются специфические термины, Например, в России — «мужеложство» и «лесбиянство» в значение «насильственное мужеложство» и «насильственный лесбийский половой акт» соответственно.
По состоянию на 2023 год в 129 странах однополые контакты легальны, в 67 странах — нелегальны, в том числе в четырёх странах мира (Иран, Йемен, Мавритания, Саудовская Аравия), а также в некоторых регионах Нигерии и Сомали наказываются смертной казнью.

## Известные люди, осуждённые за «противоестественные сексуальные контакты»
- Оскар Уайльд (1854—1900) — англо-ирландский поэт и писатель. Осуждён в 1895 году за «совершение актов грубой непристойности с определёнными особами мужского пола» (unlawfully committing acts of gross indecency with certain male persons), а не за содомию, см. например приговор и примечание 12 на Wayne R. Dynes, Stephen Donaldson. History of homosexuality in Europe and America. — Taylor & Francis, 1992. — P. 152. — 420 p. — ISBN 9780815305507..
- Николай Ежов (1895—1940), нарком внутренних дел СССР, казнён. Мужеложство было далеко не главным пунктом обвинительного заключения по его делу, но при этом одним из немногих, которые он признал[32][33][34][35][36][37][38] (в обвинительном заключении было сказано, что Ежов совершал акты мужеложества, «действуя в антисоветских и корыстных целях»)[34].
- Алан Тьюринг (1912—1954) — английский математик. Осуждён в 1952 году, тюремное заключение заменено принудительным лечением (гормонотерапия), направленным на подавление потенции. Вскоре после завершения курса лечения покончил жизнь самоубийством[39].
- Генри Коуэлл (1897—1965) — американский композитор, пианист, музыкальный теоретик, педагог. По обвинению в гомосексуализме был приговорён к 15 годам тюрьмы. Отбыл четыре года (1936-40) и был помилован губернатором Калифорнии[40].
- Сергей Параджанов (1924—1990) — кинорежиссёр. Об ориентации Параджанова слухи шли задолго до начала процесса, официальной причиной которого послужило обвинение в изнасиловании и принуждении к гомосексуальным актам молодых актёров. Ряд источников считает дело Параджанова «политическим»[41][42].
- Анвар Ибрагим — бывший заместитель премьер-министра Малайзии, лидер оппозиции[43].
- Руслан Шарипов — узбекский независимый журналист. Осуждён за мужеложество и совращение несовершеннолетних в 2003 году. Организации Amnesty International и Human Rights Watch считают его политическим заключённым[44][45].
- Канаан Банана (1936—2003) — политик Зимбабве, пастор; деятель освободительного движения в Родезии; деятель Африканского национального союза Зимбабве (ЗАНУ); первый президент независимого Зимбабве с 18 апреля 1980 по 31 декабря 1987 года. Также он был священником-методистом, профессором теологии и дипломатом. В 1998 году бывшие работники обвиняли его в сексуальном насилии и мужеложстве. Он отрицал эти обвинения, считая их политически мотивированными. Однако он был признан виновным и приговорён к 10 годам тюремного заключения (девять лет — условно).